# وارن زيمارمان
وارن زيمارمان (بالإنجليزية: Warren Zimmermann)‏ هو دبلوماسي أمريكي، ولد في 16 نوفمبر 1934 في فيلادلفيا في الولايات المتحدة، وتوفي في 3 فبراير 2004 في Great Falls, Virginia ‏ في الولايات المتحدة بسبب سرطان البنكرياس.

## وصلات خارجية
- وارن زيمارمان على موقع IMDb (الإنجليزية)
- وارن زيمارمان على موقع إن إن دي بي (الإنجليزية)